# Canto de mí mismo

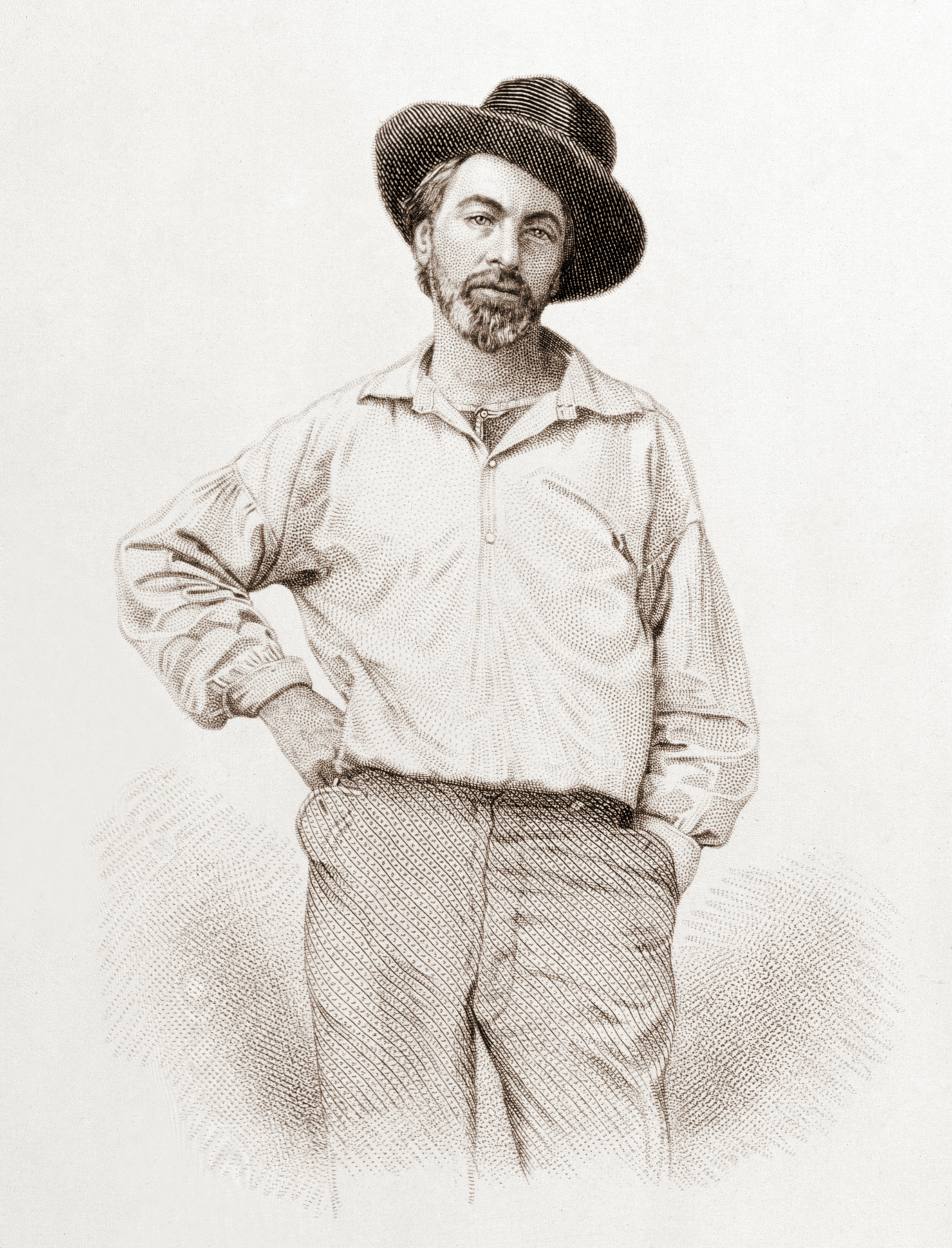
Grabado en acero de Walt Whitman.

«Canto de mí mismo» («Song of Myself», en inglés) es un poema del poeta norteamericano Walt Whitman (1819-1892) incluido en su obra Hojas de hierba. Se considera que este texto «representa el núcleo de la visión poética de Whitman».

## Publicación
El poema fue primero publicado sin secciones, como el primer de doce poemas sin título en la primera edición edición de Hojas de hierba, de 1855. La primera edición fue financiada íntegramente por Whitman.
En la segunda edición, de 1856, Whitman utilizó el título «Poema de Walt Whitman, un americano», luego acortado a «Walt Whitman» para la tercera edición (de 1860).
El poema fue dividido en cincuenta y dos secciones numeradas en la cuarta edición (1867) y se tituló «Canción de mí mismo» en la última edición (1891–92). Se piensa que el número de secciones fue pensado para reflejar el número de semanas en el año.

## Recepción
A partir de su publicación en 1855, «Canción de mí mismo» captó inmediatamente la atención de críticos y lectores, y sigue siendo considerado uno de los poemas más aclamados e influyentes en poesía americana. En 2011, el escritor y académico Jay Parini lo nombró el poema americano más grande nunca escrito.
En 1855, el periódico Christian Spiritualist publicó una larga y brillante crítica de la «Canción de mí mismo», alabando a Whitman por representar «una nueva mediumnidad poética», que a través de la imaginación activa sintió la «afluencia de espíritu y la respiración divina». Ralph Waldo Emerson también escribió una carta a Whitman, alabando su trabajo por su «ingenio y cordura».
Aun así, a aceptación pública fue lenta al principio. Los socialmente conservadores denunciaron el poema por burlarse de las normas aceptadas de moralidad debido a sus representaciones descaradas de sexualidad humana. En 1882, el abogado de distrito de Boston inició con acciones legales contra Hojas de hierba por violar las leyes de obscenidad del estado, y reclamó se hicieran cambios en varios de sus pasajes.

## Estilo literario

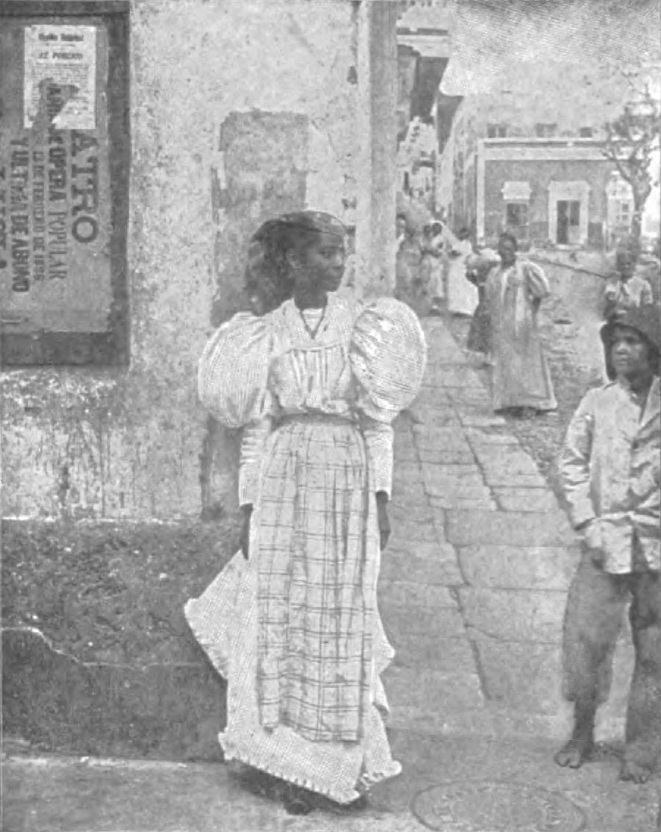
«Canto de mí mismo» incluye pasajes sobre las desagradables realidades de los Estados Unidos antes de la Guerra Civil, incluido uno sobre la esclavitud multirracial.

El poema está escrito en el estilo de verso libre, marca personal de Whitman, quién encomia las palabras como «tan simples como la hierba» (sección 39) renuncia a los patrones estándar de versos y estrofas en favor de un estilo simple y legible que pueda atraer a una audiencia masiva.
Los críticos han notado una fuerte influencia influencia del trascendentalismo en el poema. En la sección 32, por ejemplo, Whitman expresa el deseo de «vivir entre los animales» y para encontrar divinidad en los insectos.
Además de este romanticismo, el poema parece anticipar una tipo de realismo que sólo devendría importante en literatura de Estados Unidos después de la guerra civil americana.
«El loco, cuya locura se ha confirmado, ingresa por fin en el manicomio
(ya no volverá a dormir, como solía, en el catre del cuarto de su madre);
el tipógrafo, de pelo blanco y mentón afilado, se afana en la caja:
mientras desmenuza el tabaco de mascar, se le nublan los ojos con el manuscrito;
atan los miembros deformes a la mesa de operaciones 
y lo amputado cae horriblemente en un balde;
a la cuarentona joven la venden en pública subasta; el borracho cabecea junto a la estufa de la taberna...». (Sección 15)

## «Yo»
En el poema, Whitman enfatiza un todopoderoso «yo» (myself) que sirve como narrador, quién no tendría que ser limitado a o confundido con el Walt Whitman histórico. La persona descripta ha trascendido las fronteras convencionales del yo: «yo muero con los que mueren, y nazco con el recién nacido al que acaban de lavar, y no soy solo lo que hay entre mi sombrero y mis botas» (sección 7).